# 朝鮮労働党39号室
座標: 北緯39度01分00秒 東経125度44分28秒 / 北緯39.016758度 東経125.740979度
朝鮮労働党39号室（ちょうせんろうどうとう39ごうしつ）は、朝鮮民主主義人民共和国（北朝鮮）の外貨獲得機関。朝鮮労働党の財政経理部であり、朝鮮労働党中央委員会政務局に所属。アメリカ陸軍大学戦略研究所の論文によれば、麻薬密売、通貨偽造、偽造タバコ密売等の不法活動を指揮する金正恩直属の機関。

## 概要
39号室は1974年に金正日が権力基盤固めに使う外貨を稼ぐ機関として設立した。対外取引を担当する朝鮮大聖総局や、その傘下の核・ミサイル関連取引が指摘されている朝鮮大聖銀行などで構成されている。下部機関として約120社の企業が北朝鮮国内の金・銀鉱山などの管理を独占しており、水産物やマツタケの輸出なども手がけている。「39」は朝鮮労働党の3号庁舎の9号室を意味するとされている。2005年にアメリカ合衆国による金融制裁で凍結されたマカオのバンコ・デルタ・アジア銀行の資金管理も行っていた。韓国（南朝鮮）で逮捕された北朝鮮工作員金東淳は朝鮮大聖総局の高級幹部であると、義娘である工作員元正花が供述している。金正日の長男である金正男が責任者を務めていたとも報じられている。

## 39号室の管轄機関
- 金剛総局 - 金の生産
- 大興総局 - 松茸、海産物の取引
- 大聖総局（大成総局） - 貿易指導や、朝鮮人参、宝石類の取引
- 大聖銀行[注 2] - 貿易資金の管理
- 大聖経済グループ大聖貿易総会社（大聖貿易）[注 3]
- 金星銀行（Golden Star Bank） - ウイーンで外貨の取り扱い
- 牡丹指導局 - 食料品、酒、タバコの取引
- 先鋒指導局 - 原油の取引
- 楽園指導局 - 百貨店の管理
- 大径指導局 - 日本向け海産物の管理
- 朝鮮統一発展銀行 - 金正日総書記の妹金敬姫が関係する
- 綾羅貿易会社 - 直轄企業
- 朝光貿易商社 - 大聖総局（大成総局）のマカオ支店

## 幹部を務めた、もしくは務めているとされる人物
- 林相鍾（リム・サンジョン 림상종 Lim Sang-jong、 - 2007年10月16日） - 39号室第1副部長（2009年6月の情報）
- クォン・ヨンロク（권영록 Kwon Young-rok）労働党中央党副部長 - 39号室責任者（2001年6月の情報）
- 金東雲（キム・ドンウン 김동운 Kim Dong-un）労働党中央委員会第1副部長 - 39号室室長（2006年12月の情報）
- 崔奉満（チェ・ボンマン 최봉만 Che Bon-man） - 39号室室長（2007年1月の情報）